# Lega dipartimentale di Amazonas
La lega dipartimentale di Amazonas è una delle 25 leghe dipartimentali della Copa Perú, che costituiscono la quinta divisione del campionato peruviano di calcio. È organizzata dalla FPF, la federazione calcistica peruviana.

## Storia
La Liga Departamental di Amazonas è stata fondata il 12 giugno del 1969.

## Albo d'oro
| Anno | Campione                  | Città                   |
| ---- | ------------------------- | ----------------------- |
| 1967 | Nor Oriente               | Chachapoyas             |
| 1968 | Universitario             | Chachapoyas             |
| 1969 | Cultural Higos Urco       | Chachapoyas             |
| 1970 | Cultural Higos Urco       | Chachapoyas             |
| 1971 | Universitario             | Chachapoyas             |
| 1972 | Dep. Hospital             | Chachapoyas             |
| 1973 | Dep. Hospital             | Chachapoyas             |
| 1974 | Dep. Hospital             | Chachapoyas             |
| 1975 | Dep. Hospital             | Chachapoyas             |
| 1976 | Pedro Ruiz Gallo          | Chachapoyas             |
| 1977 | Sachapuyos                | Chachapoyas             |
| 1978 | Dep. Hospital             | Chachapoyas             |
| 1979 | Ministerio de Transportes | Chachapoyas             |
| 1980 | Dep. Hospital             | Chachapoyas             |
| 1981 | Dep. Hospital             | Chachapoyas             |
| 1982 | San Martín                | Distretto di El Milagro |
| 1983 | Dep. Hospital             | Chachapoyas             |
| 1984 | San Martín                | Distretto di El Milagro |
| 1985 | Defensor Cajaruro         | Distretto di Cajaruro   |
| 1986 | Cultural Utcubamba        | Bagua Grande            |
| 1987 | Alfonso Ugarte            | Distretto di La Peca    |
| 1988 | Dep. Municipal            | Bagua                   |
| 1989 | Deportivo Municipal       | Mendoza                 |
| 1990 | Sachapuyos                | Chachapoyas             |
| 1991 | N/A                       |                         |
| 1992 | N/A                       |                         |
| 1993 | Sachapuyos                | Chachapoyas             |
| 1994 | Dep. Hospital             | Chachapoyas             |

| Anno | Campione                          | Città        |
| ---- | --------------------------------- | ------------ |
| 1995 | Sachapuyos                        | Chachapoyas  |
| 1996 | Sachapuyos                        | Chachapoyas  |
| 1997 | Sachapuyos                        | Chachapoyas  |
| 1998 | Cultural Utcubamba                | Bagua Grande |
| 1999 | Sachapuyos                        | Chachapoyas  |
| 2000 | Sachapuyos                        | Chachapoyas  |
| 2001 | Agricobank San Lorenzo            | Bagua        |
| 2002 | Sachapuyos                        | Chachapoyas  |
| 2003 | Banco de la Nación                | Bagua        |
| 2004 | Sport Sealcas                     | Bagua Grande |
| 2005 | Cultural Higos Urco               | Chachapoyas  |
| 2006 | Asociación Amazonas F.C.          | Chachapoyas  |
| 2007 | Unión Santo Domingo               | Chachapoyas  |
| 2008 | Agricobank San Lorenzo            | Bagua        |
| 2009 | San Francisco de Asís             | Lonya Grande |
| 2010 | Vencedores del Cenepa             | El Milagro   |
| 2011 | San Antonio de Chontapampa        | Huambo       |
| 2012 | Deportivo Municipal               | Mendoza      |
| 2013 | Bagua Grande FC                   | Bagua Grande |
| 2014 | Bagua Grande FC                   | Bagua Grande |
| 2015 | Unidos por el Progreso            | Chachapoyas  |
| 2016 | Unión Santo Domingo               | Chachapoyas  |
| 2017 | Unión Santo Domingo               | Chachapoyas  |
| 2018 | Bagua Grande FC                   | Bagua Grande |
| 2019 | Dep. Municipal (Pedro Ruiz Gallo) | Jazán        |
| 2022 | Bagua Grande FC                   | Bagua Grande |
| 2023 | Unión Santo Domingo               | Chachapoyas  |
| 2024 |                                   |              |

### Titoli per club
| Squadre                                   | Titoli |
| ----------------------------------------- | ------ |
| Dep. Hospital                             | 9      |
| Dep. Sachapuyos                           | 9      |
| Bagua Grande FC                           | 4      |
| Unión Santo Domingo                       | 4      |
| Cultural Higos Urco                       | 3      |
| Universitario (Chachapoyas)               | 2      |
| San Martín (El Milagro)                   | 2      |
| Cultural Utcubamba                        | 2      |
| Agricobank San Lorenzo (Bagua)            | 2      |
| Dep. Municipal (Mendoza)                  | 2      |
| Nor Oriente                               | 1      |
| Pedro Ruiz Gallo                          | 1      |
| Min. de Transportes                       | 1      |
| Defensor Cajaruro                         | 1      |
| Alfonso Ugarte (La Peca)                  | 1      |
| Dep. Municipal (Bagua)                    | 1      |
| Bco. de la Nación (Bagua)                 | 1      |
| Sport Sealcas (Bagua Grande)              | 1      |
| Asociac. Amazonas F.C.                    | 1      |
| San Francisco de Asís (Lonya Grande)      | 1      |
| Vencedores del Cenepa (El Milagro)        | 1      |
| San Antonio de Chontapampa                | 1      |
| Unidos por el Progreso                    | 1      |
| Dep. Municipal (Pedro Ruiz Gallo - Jazán) | 1      |